# Liste der Mitglieder der National Academy of Sciences/1943
Im Jahr 1943 wählte die National Academy of Sciences der Vereinigten Staaten 32 Personen zu ihren Mitgliedern.

## Neugewählte Mitglieder
- Leason Adams (1887–1969)
- Abraham A. Albert (1905–1972)
- Jesse W. Beams (1898–1977)
- Arthur F. Buddington (1890–1980)
- Leonard Carmichael (1898–1973)
- Alfonso Caso (1896–1970)
- William Chandler (1878–1970)
- Edwin J. Cohn (1892–1953)
- John N. Couch (1896–1986)
- Theodosius Dobzhansky (1900–1975)
- Lee A. DuBridge (1901–1994)
- Leslie Dunn (1893–1974)
- Wallace O. Fenn (1893–1971)
- Paul D. Foote (1888–1971)
- Louis Hammett (1894–1987)
- William V. Houston (1900–1968)
- Harold S. Jones (1890–1960)
- Walter Kelley (1878–1965)
- Warfield Longcope (1877–1953)
- Eli Marshall (1889–1966)
- Leonor Michaelis (1875–1949)
- W. Albert Noyes, Jr. (1898–1980)
- Oswald Robertson (1886–1966)
- Carl-Gustaf Rossby (1898–1957)
- Richard Vynne Southwell (1888–1970)
- Charles E. Spearman (1863–1945)
- Calvin Stone (1892–1954)
- Charles V. Taylor (1885–1946)
- D’Arcy Thompson (1860–1948)
- Hubert Vickery (1893–1978)
- Vladimir K. Zworykin (1888–1982)
- Hendrik J. van der Bijl (1887–1948)